# Aérospatiale SA321 Super Frelon
El  Aérospatiale SA321 Super Frelon (‘avispón’ en francés) es un helicóptero de transporte militar pesado de tres motores producido por la compañía francesa Aérospatiale. Este helicóptero todavía se fabrica en China, donde se produce una versión local conocida como Z-8.

## Historia y diseño
Derivado del más pequeño Sud-Aviation SA 3200 Frelon, helicóptero mediano de transporte que voló por primera vez el 10 de junio de 1959, el Aérospatiale SA 321 Super Frelon fue diseñado con asistencia técnica de la Sikorsky Aircraft de EE. UU. y construido en cooperación con la Fiat Avio de Italia. En consecuencia, la serie SA321 incluye algunas características típicas de los Sikorsky, tales como el casco hermético para operaciones anfibias, las cámaras de aire de flotación que alojan el tren de aterrizaje principal, y un sistema rotor diseñado por Sikorsky.
El primer prototipo Super Frelon, denominado originariamente SA 3210-01, voló el 7 de diciembre de 1962, equipado con tres motores Turboméca Turmo IIIC2 de 1.320 CV, en versión equipada para transporte de tropa. En julio de 1963, este aparato estableció varios récords internacionales para helicópteros, entre ellos una velocidad de 341 km/h en un circuito de 3 km, y una velocidad de 350,47 km/h en un circuito de 15/25 km. El segundo prototipo que voló el 28 de mayo de 1963 era la versión navalizada y presentaba flotadores estabilizadores en los soportes del tren de aterrizaje principal. Siguieron a éste cuatro ejemplares de preproducción SA 321 y un encargo de la Aéronavale de 17 unidades, denominadas SA 321G. Esta versión fue especialmente diseñada para misiones de patrulla marítima/antisubmarino y se convirtió en la primera serie de producción. El prototipo SA 321G voló el 30 de noviembre de 1965, y las entregas de producción comenzaron a principios de 1966. Estos helicópteros llevaban un equipo completo de guerra antisubmarina; la sección de cola se plegaba y los amortiguadores del tren inferior de tres ruedas podían bajarse para facilitar su almacenamiento.
La versión comercial SA 321F, con cabina para 37 pasajeros, voló por primera vez el 7 de abril de 1967 y fue aprobada para el servicio de pasajeros en junio de 1968. Una versión de transporte utilitario público más rápida y de mayor autonomía, el SA 321J, se había introducido en el campo comercial aún antes de esa fecha. Su prototipo voló por primera vez el 6 de julio de 1967, y el SA 321J obtuvo el 20 de octubre de 1967 el certificado francés de autorización de vuelo.
El Super Frelon había atraído el interés de clientes extranjeros aún antes de entrar en servicio en Francia, y muy pronto llegaron los primeros pedidos de exportación. Los Super Frelon construidos para Israel llevaban la denominación SA 321K y estaban equipados como transportes militares, pero después de su entrega en 1967 mostraron a menudo su eficacia en misiones de transporte aéreo de tropas de asalto. Los ejemplares de transporte militar similares suministrados a la República de Sudáfrica y Libia recibieron la denominación SA 321L. Estos helicópteros transportaban una tripulación de 3 hombres y 27-30 soldados; sus rampas traseras se podían abrir en vuelo.
Las últimas versiones en producción y servicio fueron el SA 321Ja, transporte de pasajeros y carga que era una versión más pesada del SA 321J, y el SA 321H, helicóptero militar universal simplificado sin flotadores estabilizadores, carenado externo ni equipo de descongelamiento. Lo mismo que toda la serie de Super Frelon militares, podía adaptarse al transporte de tropas (27-30 hombres), función de ambulancia (tripulación, 15 camillas y dos asistentes sanitarios), rescate aéreo en mar (con previsión para una grúa de 275 kg de capacidad) y transporte de carga (5.000 kg de carga interna o externa).
El Aérospatiale SA 321 Super Frelon es un helicóptero trimotor de transporte pesado, producido desarrollado y producido originalmente por la empresa francesa Aérospatiale. "Frelon" es el término francés para referirse a un avispón. Esta aeronave es aún utilizada en China, donde es incluso producido localmente bajo licencia, bajo la denominación Z-8.

## Desarrollo
Se desarrollaron y fabricaron tanto versiones militares como civiles del Super Frelon, siendo las primeras las más producidas por gran diferencia, y además de haber prestado servicio en las Fuerzas Armadas de Francia, han sido exportados a Israel, Sudáfrica, Libia, China e Irak.
Fueron producidas tres distintas variantes militares: para transporte, para lucha antisubmarina y de combate contra buques de superficie. La versión de transporte puede albergar a 38 soldados, o alternativamente a 15 camillas para la realización de tareas de evacuación. Las variantes navales antisubmarino y antibuque están usualmente equipadas con un radar (ORB-42) de navegación y de búsqueda, además de un cable de rescate de 50 metros. Usualmente están equipados con un cañón de 20 mm, contramedidas, un sistema de visión nocturna, una guía láser y un sistema de localización personal. También puede ser reabastecido de combustible en pleno vuelo.
El SA321G Super Frelon se mantiene en servicio activo dentro de la Flota 32F (Flottile 32F) de la Aviación Naval (Aviation Navale) francesa, operando desde Lanvéoc-Poulmic, en la región de Bretaña (Bretagne), en el rol de búsqueda y rescate (SAR). Se espera que sean reemplazados por los más pequeños NHI NH90 para 2011 o 2012.

## Componentes del SA 321G
Francia

### Propulsión
| Sistema | País               | Fabricante | Notas          |
| ------- | ------------------ | ---------- | -------------- |
| Motor   | Bandera de Francia | Turbomeca  | 3 × Turmo IIIC |

## Variantes

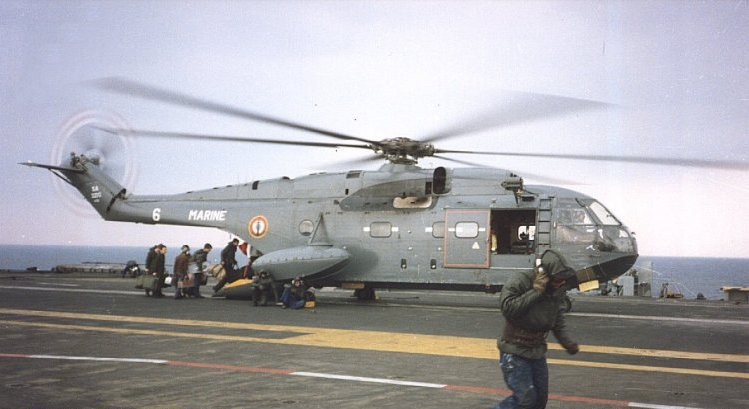
Un helicóptero Super Frelon despegando desde la cubierta de vuelo del FS Clémenceau.

SA 3200 Prototipo del Frelon.
SA 321Aeronave de preproducción. Cuatro construidos.
SA 321GVersión para la guerra antisubmarina para la Armada francesa.
SA 321GaVariante utilitaria y para el transporte de tropas de asalto para la Armada de Francia.
SA 321GMVersión de exportación para Libia, equipada con un radar Omera ORB-32WAS.
SA 321HVersión para la exportación a Irak (en tiempos de Saddam Hussein), propulsado por tres motores de turboeje (turboshaft) Turbomeca Turmo IIIE, equipado con un radar de búsqueda Omera ORB-31D, y armado con misiles antibuque Exocet.
SA 321FVersión para el transporte de pasajeros que no tuvo éxito.
SA 321JHelicóptero de transporte comercial.
SA 321JaVersión mejorada del SA.321J.
SA 321KVersión de exportación para Israel.
SA 321LVariante de exportación para Sudáfrica.
SA 321MVersión utilitaria para el transporte y la búsqueda y rescate, destinada a Libia.
Changhe Z-8Versión china con tres motores de turboeje Changzhou Lan Xiang WZ6.
Changhe Z-8AVariante para el transporte militar.
Changhe Z-8FVersión china fabricada con motores de turboeje Pratt & Whitney Canada PT6 B-67A

## Historia operacional

### Francia

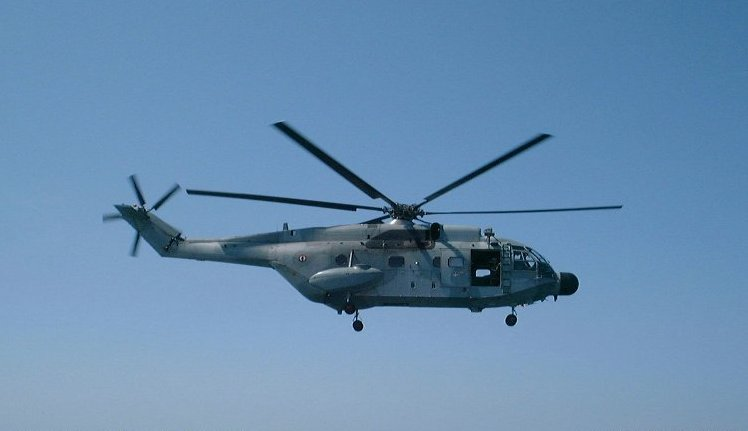
Un Super Frelon de la Flottille 35F / año 2002.

En octubre de 1965, el helicóptero SA321G, se unió a la Aeronavale francesa para realizar misiones de guerra antisubmarina (Anti Submarine Warfare, ASW). Aparte de sus misiones ASW basadas en buque, el SA321G también transportaba a patrullas de limpieza en apoyo de los submarinos de la clase Redoutable (“Temible” en francés, los cuales a su vez portaban misiles balísticos). Algunos de ellos fueron modificados, mediante el agregado de un radar en sus proas, para la guía de misiles Exocet antibuque hacia sus objetivos.

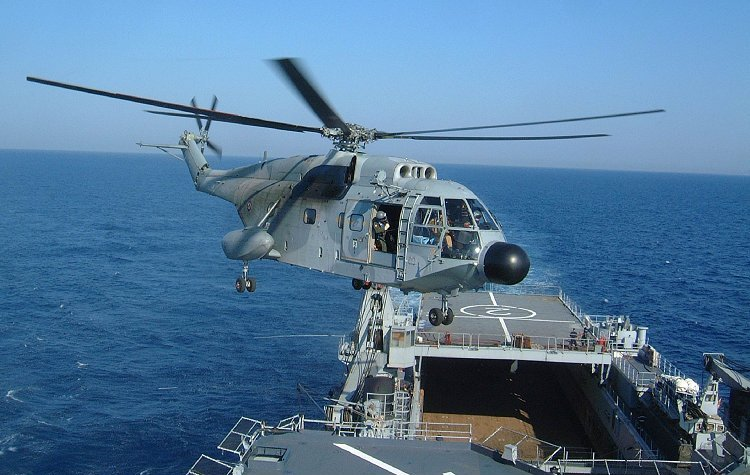
Super Frelon de la Marina Francesa apontando en el buque de asalto anfibio francés Ouragan ("Huracán").

Cinco SA 321GA cargueros, usualmente originalmente usado por el centro nuclear francés en el Pacífico Sur, fueron transferidos a las tareas de apoyo de tropas de asalto. 
En 2003, los SuperFrelons aeronavales supervivientes fueron asignados a la realización de tareas de transporte (incluyendo comandos o tropas especiales), además de la realización de servicios SAR y VERTREP.

### Irak
Un total de 16 Super Frelons, designados SA321H, fueron entregados a la Fuerza Aérea Iraquí a partir de 1977 (durante el régimen de Saddam Hussein), junto con radares y misiles Exocet. Estas aeronaves fueron utilizadas durante la Guerra Irán-Irak (1980-1988) y durante la primera guerra del Golfo de 1991, durante la cual al menos uno de ellos resultó destruido.

### Israel
Israel ordenó el pedido de 12 de estos helicópteros en 1965, para proveer a la IAF de la capacidad de realizar transporte relativamente pesado. Los cercanos vínculos existentes entre Israel y Francia hasta mediados de los década de 1960 contribuyeron a la elección de un helicóptero galo a comienzos de 1965, además de que en ese momento tampoco existían demasiadas alternativas. Por lo tanto, una delegación de la UAF —tanto de pilotos como personal de tierra— partió a Francia, para ver por sí mismos y estudiar la entonces nueva aeronave, antes de decidirse definitivamente por adquirir varias unidades de la misma. Aunque sólo cuatro SA-321 Super Frelon habían arribado a Israel para el estallido de la guerra de los Seis Días en junio de 1967, el modelo fue enseguida puesto en servicio, tanto en el rol de transporte de tropas como en el de asalto. Incluso durante el primer día de combates, el 5 de junio, los Super Frelon realizaron misiones de evacuación médica en cercanías del monte del Sinaí.
El 7 de junio, tres helicópteros de este tipo acompañaron a los S-58 a desembarcar soldados de la Fuerza de Defensa Israelí en Sharm-A-Sheik, en la ladera sur del Sinaí. Estas aeronaves se mantendrían activas hasta las últimas horas de esa corta guerra relámpago —la cual sólo se prolongó hasta el 10 de junio—, transportando equipos para las fuerzas israelíes estacionadas en las alturas del Golán, arrebatadas a Siria al finalizar ese conflicto. Para la finalización de la guerra, el Escuadrón N.º 114 había realizado 41 salidas (una media de 7 diarias). Además, Super Frelon participaron en el rescate y la evacuación de los marineros del Eilat, aprovechando la sobresaliente capacidad anfibia de esta aeronave, que le permite acuatizar.
El 31 de octubre de 1968 una escuadra de Super Frelon formaron parte de la operación de incursión aérea profunda contra la represa y central hidroeléctrica egipcia de Naj Hamdi y el cercano puente de Kina. Dos Super Frelon transportaron a los paracaidistas israelíes a unos 700 km al centro de Egipto, para atacar las instalaciones de la estación generadora de electricidad, mientras que otros elementos detonaban bombas que habían sido descendidas y posicionadas en la represa y el puente.
El 26 de diciembre de 1968, terroristas palestinos atacaron un Boeing 707 de la compañía israelí de bandera El-Al en la capital griega de Atenas, matando a uno de sus pasajeros. El gobierno de Israel decidió no quedarse cruzado de brazos y, por el contrario, responder militarmente. El 28 de diciembre, tres Super Frelon de la IAF desembarcaron fuerzas del Estado hebreo en el aeropuerto de la capital libanesa de Beirut. Los comandos israelíes a bordo de las aeronaves procedieron a destruir 13 aviones de línea árabes que se encontraban en las pistas del aeródromo. Está acción israelí enfureció al entonces gobierno francés del general Charles de Gaulle, lo que derivó en un inmediato embargo respecto de la venta de armas a Israel por parte de la nación gala. En esas condiciones, los planes oficiales hebreos de comprar algunos Super Frelon adicionales se habían súbitamente arruinado. Fue en ese momento Israel se volvió hacia los Estados Unidos, para intentar adquirir algunos de los entonces novedosos Sikosrky CH-53 Sea Stallion.
El 26 de diciembre de 1969 los Super Frelon y los recientemente entregados Sikorsky CH-53s estadounidenses participaron de la operación, transportando paracaidistas israelíes hacia Ras-Arab, donde lograron capturar a los egipcios un entonces moderno radar P-12 soviético.
El 22 de enero de 1970, los Super Frelon israelíes participaron de la operación "Rodus" (“Rodas”) contra la isla de Shadwan, un entonces punto de avanzada egipcio ubicado en el Golfo de Suez. Los helicópteros aterrizaron en la misma, desembarcando a los soldados que rápidamente tomaron el control de ella.
Durante la guerra del Yom Kippur, los Super Frelon estuvieron activos en todos los frentes, realizando misiones de transporte y de evacuación médica. Estas aeronaves también participaron de algunos de las principales operaciones que tuvieron lugar durante ese conflicto bélico, como la cruza del canal de Suez que tuvo lugar el 16 de octubre de 1973. Asimismo, el 21 de octubre, los Super Frelon formaron parte de la recaptura del puesto de Mount Hermon, tomado por las fuerzas sirias al comienzo de la guerra. Helicópteros Super Frelon y Sikorsky CH-53 transportaron a unos 600 soldados israelíes hacia la montaña, donde lograron retomar el puesto, además de capturar otro más a los sirios. En los años posteriores a esa guerra, Israel reemplazó los motores originales Turbomeca Turmo con los mejores y más potentes General Electric T58-16, de 1870 CV de potencia unitaria.
Los Super Frelons también formaron parte de la invasión israelí del Líbano que tuvo lugar en junio de 1982. El modelo fue finalmente retirado del servicio activo en 1991.

### Libia
Entre 1980 y 1981, el régimen libio del coronel Muammar al-Gaddafi recibió seis helicópteros SA-321GM equipados con radares y ocho SA321M para misiones de transporte y de búsqueda y rescate (SAR). A partir del 30 de enero de 1975 dos LARAF SA.321M Super Frelons de la Fuerza Aérea Libia partieron hacia la isla mediterránea de Malta, hasta 1981.

### Sudáfrica

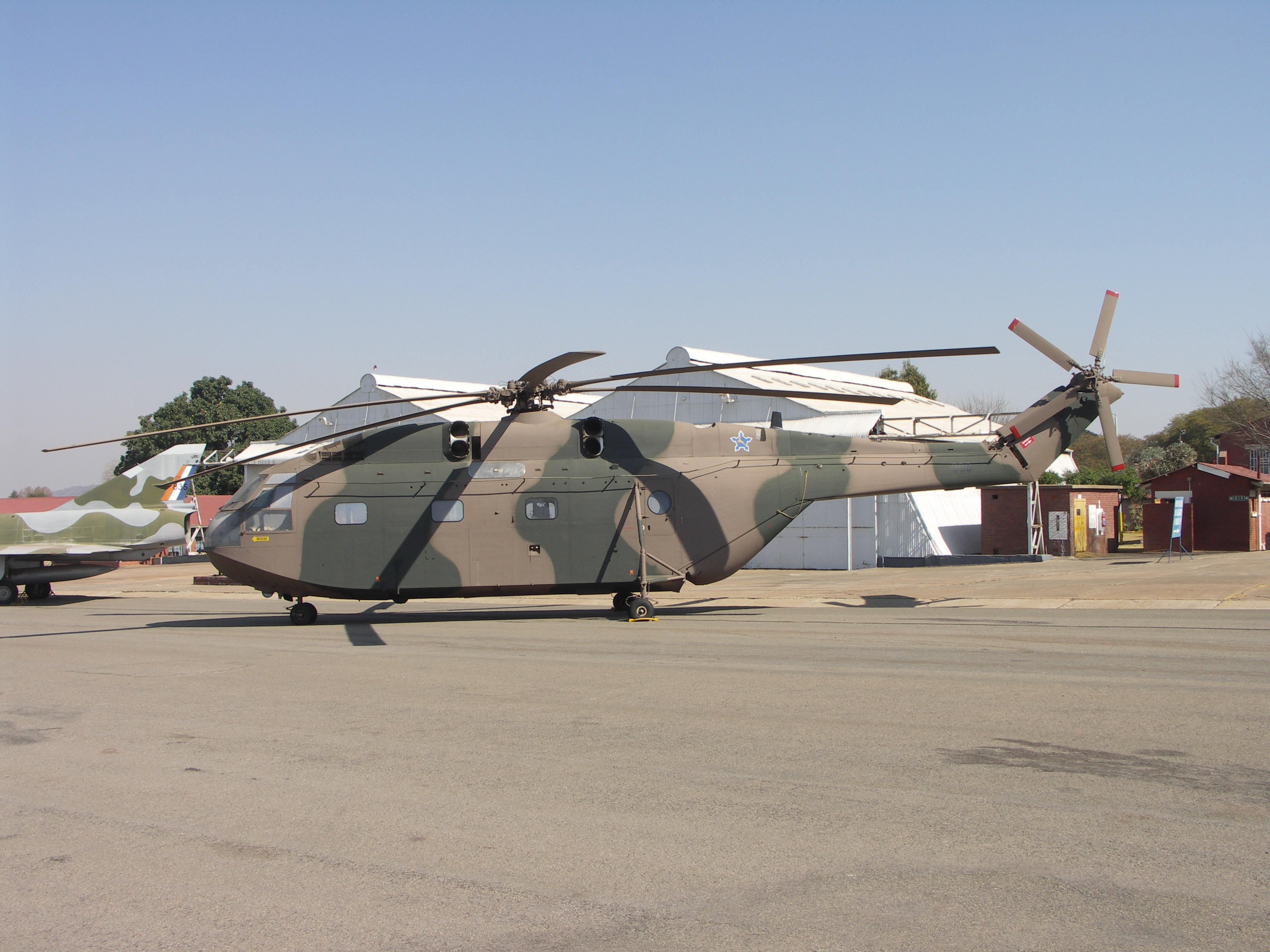
Un SA 321L de la Fuerza Aérea Sudafricana.

La Fuerza Aérea Sudafricana (SAAF) ordenó 16 helicópteros Super Frelon. La SAAF los usó para la lucha contra insurgencia que siguió a la independencia de Angola en 1975 (que enfrentó a las fuerzas del MPLA -que finalmente lograría hacerse con el poder- con la guerrilla de la UNITA, que respondía al del dirigente Jonás Savimbi). En junio de 1980, un Impala Mk.II fue derribado mientras realizaba una misión de apoyo aéreo cercano en aquel país africano. La aeronave fue recuperada por un helicóptero Super Frelon y fue posteriormente recuperada por la empresa Atlas. Por otro lado, un total de seis Frelon estuvieron involucrados en la batalla de Cassinga. La SAAF descubrió que las prestaciones de los Super Frelon eran excelentes al nivel del mar, pero eran peores que sus Aérospatiale SA 330 Puma para los lugares altos y secos. Durante la guerra irregular en los matorrales, los Puma demostraron mayor versatilidad.
Ocho Super Frelon israelíes reequipados con motores General Electric T58, fueron ofrecidos a Argentina. Pero de hecho los helicópteros en cuestión nunca arribaron a ese país sudamericano, por lo que puede haberse tratado de un intento encubierto de venderlos a Sudáfrica antes del levantamiento del embargo de armas.
Para 1990, los Super Frelon sudafricanos ya habían sido retirados de servicio y reemplazados por los antedichos SA330 Puma y luego por los Oryx.

### Siria
Se cree que el gobierno de Siria adquirió un total de 21 helicópteros Super Frelon, aunque parece que las Fuerzas Armadas de ese país árabe nunca llegaron a operarlos efectivamente. Estos helicópteros pueden haber sido desviados hacia el Irak de Saddam Hussein o la Libia de Muammar al-Gadaffi.

## Operadores

### Operadores militares
China
- Ejército Popular de Liberación Chino
- Fuerza Aérea del Ejército Popular de Liberación. Operan la variante Jingdezhen (Z-8).
- Aviación Naval del Ejército Popular de Liberación

 Francia
- Ejército del Aire Francés
- Marina Francesa
  - Aeronavale

 Irak
- Fuerza Aérea Iraquí

 Israel
- Fuerza Aérea Israelí

 Libia
- Fuerza Aérea Libia
- Marina Libanesa

 Sudáfrica
- Fuerza Aérea Sudafricana

 Zaire

### Operadores civiles
Grecia
- Olympic Airways

 Noruega
- BAT

## Accidentes e Incidentes
- El 10 de mayo de 2021 un helicóptero Changhe Z-8 cayó de manera descontrolada sobre el Lago Erhai en China. La aeronave se encontraba realizando trabajos de extinción de incendios. El suceso ocurrió cuando el helicóptero se reabastecía de agua. Desafortunadamente los cuatro ocupantes perdieron la vida como consecuencia del accidente.[3]

## Especificaciones (SA 321G)
Referencia datos: Enciclopedia Ilustrada de la Aviación.

### Características generales
- Tripulación: 3
- Capacidad: 27 a 30
- Carga: 5000 kg
- Longitud: 19,4 m (63,6 ft)
- Diámetro rotor principal: 18,9 m (62 ft)
- Altura: 6,7 m (21,9 ft)
- Área circular: 280,6 m² (3020,4 ft²)
- Peso vacío: 6863 kg (15 126,1 lb)
- Peso cargado: 13 000 kg (28 652 lb)
- Planta motriz: 3× turboeje Turboméca Turmo IIIC.
  - Potencia: 1140 kW (1529 HP; 1550 CV) cada uno.

### Rendimiento
- Velocidad nunca excedida (Vne): 275 km/h (171 MPH; 148 kt)
- Velocidad crucero (Vc): 250 km/h (155 MPH; 135 kt)
- Alcance: 1020 km (551 nmi; 634 mi)
- Techo de vuelo: 3150 m (10 335 ft)
- Régimen de ascenso: 6,7 m/s (1311 ft/min)

### Aeronaves similares
- AgustaWestland AW101
- SH-3 Sea King
- Mil Mi-17